# بخش سوریانو
بخش سوریانو (به لاتین: Soriano Department) یکی از بخش‌های اروگوئه است. بخش سوریانو ۸۲٬۵۹۴ نفر جمعیت دارد.